# انبطح، أيها المصاص!
انبطح، أيّها المصاص! (بالإيطالية: Giù la testa, lit)‏ وهو فيلم غرب أمريكي من إخراج سرجيو ليون صَدَر عام 1971 يتحدث عن ثورة المكسيك مِن خِلال رِحلة رَجُلان للسطو على بنك، واختلفت التسميات على هذا الفيلم، فَفي الاسم الإيطالي الأصلي كان باسم «حدث ذات مرة في ثَورة» وسُمّيَ أيضاً ب«حفنة مِن الديناميت». وهو الفيلم الثاني من ثلاثية ليون حدث ذات مرة، والذي يتضمن الفيلم السابق حدث ذات مرة في الغرب (1968) والفيلم اللاحق ذات مرة في أمريكا (1984).